# 阿德里安娜·穆尼奥斯
阿德里安娜·穆尼奥斯（西班牙語：Adriana Muñoz，1982年3月16日—），古巴女子田径运动员，主攻800米和1500米赛跑。她曾代表古巴参加2003年、2011年和2015年泛美运动会田径比赛，获得四枚金牌。